# 12977 Nanettevigil
12977 Nanettevigil este o planetă minoră (asteroid), cu un diametru de 5,978 km, din centura de asteroizi. A fost descoperită pe 10 iulie 1978 la Observatorul Palomar de Eleanor F. Helin. 
Obiectul prezintă o orbită caracterizată de o semiaxă mare de 2,5568156 UAi, o excentricitate de 0,2, o înclinație de 27,62956 ° în raport cu ecliptica.